# Любахівська сільська рада
Любахі́вська сільська́ ра́да — колишній орган місцевого самоврядування в Володимирецькому районі Рівненської області. Адміністративний центр — село Любахи.

## Загальні відомості
- Любахівська сільська рада утворена в 1940 році.
- Територія ради: 43,981 км²
- Населення ради: 965 осіб (станом на 2001 рік)
- Територією ради протікає річка Стир.

## Населені пункти
Сільській раді підпорядковані населені пункти:
- с. Любахи
- с. Чудля

## Склад ради
Рада складалася з 14 депутатів та голови.
- Голова ради: Ошурко Людмила Сергіївна
- Секретар ради: Карабан Євгенія Вікторівна

### Керівний склад попередніх скликань
| ПІБ                        | Основні відомості                                                 | Дата обрання | Дата звільнення |
| -------------------------- | ----------------------------------------------------------------- | ------------ | --------------- |
| Салімуха Степан Степанович | Сільський голова, 1955 року народження, безпартійний              | 26.03.2006   | 31.10.2010      |
| Можин Анатолій Павлович    | Сільський голова, 1950 року народження, освіта вища, безпартійний | 31.10.2010   | 19.04.2013      |
| Ошурко Людмила Сергіївна   | Сільський голова, 1966 року народження, освіта вища, позапартійна | 15.12.2013   |                 |

Примітка: таблиця складена за даними сайту Верховної Ради України